# トモダチ (漫画)
『トモダチ』は原明日美の少女漫画。『なかよし』（講談社）2005年2月号から2006年3月号まで連載（ただし2005年11月号は休載）。コミックスは全3巻。

## あらすじ
「友達なんてほしくない」。机に落書きをされるなど、イジメにあっていた小学生・佐倉やまと。そんな彼女の目の前に桐島藍が現れ、2人は友達となる。しかし、やまとは遠い外国へ行くことになってしまった。やがて、5年後、やまとは藍に会うために日本へ戻ってくる。やまとは、藍と同じクラスになり、席も隣同士にもなれたのだが、彼女はすっかり変わってしまっていた…。

## 登場人物
佐倉 やまと（さくら やまと）
主人公。高校生で、藍のことを親友だと思っている。藍とは親しくなってから日本を発つまでの2年間、親友であった。しかし、5年後に戻ってきた際には、シカト同然の態度をされてしまう。烈のことを最初は「藍のダメ彼氏」と誤解していたが、和解して喧嘩友達のような間柄になる。
桐島 藍（きりしま あい）
やまとが日本を発つまでの2年間親友だった。小学生の頃は真面目で友達思いの心優しい少女だったが、やまとが戻ってきた際には、5年前とはすっかりキャラが変わってしまい、しょっちゅう学校をサボりゲーセンなどに行く不良になってしまっていた。しかし、その原因は、中学生の頃のイジメで痛い目に遭い、「人を信じる」ことができなくなったからであった。
五十嵐 烈（いがらし れつ）
藍の彼氏。彼氏になった本当の理由は、彼氏になれば藍が受けたイジメを助けられるとの思いからだった。事あるごとにやまとに「藍に近付くな」と嫌がらせをしてくるが、あるきっかけからやまとのことが気になり出す。
真鍋 水樹（まなべ みずき）
かつては藍の彼氏であったが、藍がイジメられていた頃は病院で手術を受けていた。やまとを時々助けてくれている。
森田 来実（くるみ）
イジメっ子。やまとの友達のフリをして、藍とやまとの友情を引き裂こうとする。
水谷 奈々子（みずたに ななこ）
やまとのクラスメイト。過去にイジメられていた際、やまとに助けられた。来実の正体を知っている。